# SPDY
SPDY（スピーディー）は、Google が提唱している World Wide Web の通信プロトコル。HTTP/2 の起草となった。最後のバージョンはSPDY Protocol - Draft 3.1。SPDY は 3.1 が最後のバージョンとなり、SPDY/4 は HTTP/2 に吸収された。

## 概要
HTTPを基にして高速化を行ったプロトコルである。TLS接続の上にセッション層を追加し、単一のSPDYセッションで複数のリクエストを送受信する。さらに、ブラウザがページを表示する際、付随するデータの先読みを行う機能も追加している。セキュリティ機能も強化する。プロトコル的にはTLSの拡張仕様の一つであるApplication-Layer Protocol Negotiation (ALPN) をベースにしているため、HTTPSを使っての通信が必須である。
2015年現在は、独立したプロトコルとして一部のWebブラウザやWebサーバで実装が進んでいるほか、後継のHTTP/2がIETFにおいて RFC 7540 として標準化されている。
プロトコルは下記の4種類作られた。
- SPDY/1[3] - 2009年11月11日発表
- SPDY/2[4]
- SPDY/3[5]
- SPDY/3.1[6]

## 実装状況

### クライアント
下記ウェブブラウザで、デフォルト設定で SPDY を用いた通信に対応している。HTTP/2 (SPDY/4) については HTTP/2 を参照。
- Internet Explorer 11 にて SPDY/3[7]。ただし Windows 7, Windows Server 2008 R2 では未対応[8]。
- Google Chrome・Chromium 10 以降[9][10]。2016年に SPDY と NPN のサポートを終了し、HTTP/2 および ALPN に移行する予定[11]
- Mozilla Firefox 11 より SPDY/2[12]（13よりデフォルトで有効[13]）、15より SPDY/3[14]、27より SPDY/3.1[15]。28以降で SPDY/2 のサポートを終了[16]
- Safari 8 以降（OS X 10.10およびiOS 8以降におけるサードパーティー製アプリも含む）において SPDY/2、3、3.1[17]
- Opera 12.10 以降[18]
- Android ブラウザ 3.0 以降
- cURL[19]

### サーバ
- Jetty 7.6.2および8.1.2以降[20]
- node.js[21][22]
- Apache mod_spdy[23]
- Apache Tomcat 8[24]
- nginx 1.5.10以前にてSPDY 2[25]、1.5.10よりSPDY 3.1[26]
- F5 Networks BIG-IP[27]
- LiteSpeed Technologies OpenLiteSpeed 1.1よりSPDY 2および3[28]、1.2.7よりSPDY 3.1[29]